# Claus Bremer
Claus Bremer (* 11. Juli 1924 in Hamburg; † 15. Mai 1996 in Forch) war ein deutscher Dramaturg in Darmstadt, Bern, Ulm, Düsseldorf und Zürich, Theaterregisseur und Schriftsteller (insbesondere als Lyriker und Übersetzer) sowie Redakteur.

## Leben
Bremer wuchs in einem katholisch geprägten Elternhaus auf. Er studierte nach dem Gymnasium und zweijährigem Kriegsdienst bei der Marine von 1945 bis 1949  Philosophie-, Literatur- und Kunstgeschichte in Hamburg und Freiburg im Breisgau. Neben dem Studium absolvierte er von 1947 bis 1949 eine Schauspielerausbildung in Freiburg. Von 1949 bis 1951 war er Regieassistent von Franz Everth an den Städtischen Bühnen Freiburg, dann von 1952 bis 1961 Regieassistent(bis 1955), Regisseur und Dramaturg, ab 1956 Chefdramaturg und Künstlerischer Beirat bei Gustav Rudolf Sellner am Landestheater Darmstadt. Von 1960 bis 1962 war er Chefdramaturg bei Walter Oberer am Stadttheater Bern, anschließend bis 1965 Dramaturg, stellvertretender Intendant und Künstlerischer Beirat am Theater Ulm bei Ulrich Brecht und zugleich Dozent an der Hochschule für Gestaltung Ulm. Ab 1966 arbeitete er als freier Theatermann, Schriftsteller und Dozent. In dieser Zeit wirkte er an den Filmen „13 Berner Museen“ und „22 Fragen an Max Bill“ von Georg Radanowicz mit. 1970 war er Dramaturg am Theater am Neumarkt Zürich.
1972 gestaltete er für das Kulturprogramm der Olympischen Spiele in München die „Spielstraße“ mit verstreuten Attraktionen für Flaneure.
Neben seiner Theaterarbeit war Bremer von Anfang an literarisch und theatertheoretisch engagiert und an entsprechenden Projekten beteiligt.
Bereits 1948 gehörte er mit Rainer Maria Gerhardt – dem Herausgeber der Literaturzeitschrift Fragmente, in der Bremer als Verfasser von Gedichten in Tabellenform auch seine ersten „Montage-Gedichte“ veröffentlichte – der „Gruppe der Fragmente“ an bis zu Gerhardts Suizid 1954. Von 1956 bis 1961 war er Redakteur des Neuen Forum, Darmstädter Blätter für Theater und Kunst und von 1957 bis 1959 war er im „Darmstädter Kreis“ mit Emmett Williams und Daniel Spoerri, mit dem er „dynamisches Theater“ schuf, an der Anthologienfolge Material beteiligt. Zu seinen Arbeitsgebieten gehört auch das „Mitspiel“ (mit Paul Pörtner). Ab 1981 war er Redakteur der Schweizer Literaturzeitschrift Orte.
Bremer übersetzte u. a. Komödien von Aristophanes aus dem Griechischen und Stücke von Eugène Ionesco aus dem Französischen. Zudem übersetzte er Werke von Aischylos, Audiberti, Gatti, Prévert, Shakespeare, Sophokles, Tzara und Vitez.
Bremer war verheiratet mit Renate Steiger und hatte zwei Kinder (Chris und Yves).
Bremer lebte von 1974 bis zu seinem Tod auf der Forch in der Nähe von Zürich, in den letzten Lebensjahren durch die Parkinson-Krankheit in der Arbeit beeinträchtigt.

## Würdigungen
- 1984 Ehrengabe des Kantons Zürich

## Werke
- Wir sind andere. Gedichte und Texte aus dem Nachlass. Hrsg. von Werner Bucher. Orte-Verlag, Zelg-Wolfhalden (AR) 1997.
- Hände weg von meinem Ferrari. Gedichte, Texte und Essays. Orte-Verlag, Zürich 1994.
- Man trägt keine Mützen nach Athen. Poesie. Orte-Verlag, Zürich 1984.
- Farbe bekennen. Mein Weg durch die konkrete Poesie. Orte-Verlag, Zürich 1983.
- Warum arbeitet Christian Megert mit nichts als Spiegeln?. Artists Press Urs / Rös Graf, Bern 1973.
- (mit Rolf Becker) Dichter unbekannt. Heinrich-Heine-Textfolge. Stauffacher, Zürich 1972.
- Anlaesse. Kommentierte Poesie 1949 bis 1969. Luchterhand, Neuwied / Berlin 1970.
- Antigonae/Antigone. 1969.
- Thema Theater. 17 Essays und Kommentare. Hrsg. von H. C. Schmolck. Kölling, Frankfurt a. M. 1969 (enthält Haende weg von meinem Ferrari, S. 73–91).
- Texte und Kommentare. Zwei Vorträge. Anabas-Verlag Kämpf, Steinbach 1968.
- Haende weg von meinem Ferrari. Theaterstück. Stauffacher, Zürich 1967.
- Das aktuelle Theater. Serielle Manifeste 6. galerie press, St. Gallen 1966.
- Engagierende Texte. futura 8. Mayer, Stuttgart 1966.
- Ideogramme. Eugen Gomringer Press, Frauenfeld 1960.
- Theater ohne Vorhang. 3 dramaturgische Essays. Mit einem Vorwort von Gustav Rudolf Sellner. Tschudy, St. Gallen 1962 (= Die Quadrat-Bücher. Band 31).
- tabellen und variationen. Eugen Gomringer Press, Frauenfeld 1960.
- Poesie. Verlag der Fragmente, Karlsruhe 1954.

Theaterstücke:
- Hände weg von meinem Ferrari. Uraufführung: Staatstheater Kassel, 17. September 1967. Regie: Dieter Bitterli.
- Die Frauenvolksversammlung. Uraufführung: Theater am Neumarkt, Zürich, 26. April 1972. Regie: Horst Zankl.
- Heinrich Heine oder Denk’ ich an Deutschland … Theatralische Revue nach der Textfolge ,Dichter unbekannt‘. Uraufführung: Düsseldorfer Kammerspiele, 12. Oktober 1972. Regie: Günther Büch.